# Lande de la Flotte et du Cluzeau
La lande de la Flotte et du Cluzeau, classée dans ses caractéristiques géologiques comme serpentine de la Flotte et du Cluzeau, est une lande située sur les communes de Château-Chervix et Meuzac, dans les monts de Fayat, en Haute-Vienne, dont l'intérêt et le classement en ZNIEFF reposent sur la présence d'affleurement de serpentinite, comme on en trouve plusieurs au sud du département de la Haute-Vienne (unité lithotectonique métamorphique dite ophiolithique).
Avec la lande de Saint-Laurent et la lande des Pierres du Mas, entre autres, elle forme l'une des landes constituant le réseau de « pelouses et landes serpentinicoles du sud de la Haute Vienne », répertorié comme tel sur la liste des sites Natura 2000.

## Description
La lande s'étend sur 132 hectares, au pied des hauteurs des monts de Fayat, en plein plateau limousin entre 370 et 470 mètres d'altitude, elle détonne dans le paysage ambiant de pâturages et petits bois par sa végétation rase, due aux caractéristiques du sol rocheux et à l'entretien de la parcelle par des troupeaux ovins. Elle se divise en deux parties situées de part et d'autre de la route reliant le Cluzeau à Magnac-Bourg.

## Flore
La lande accueille de nombreuses espèces rares dans la région, adaptées aux milieux xérophiles, comme la Notholène de Maranta, une fougère qui ne pousse que sur serpentinite en Limousin, ou l'Œillet de Montpellier. La lande est recouverte de formations herbacées plus classiques telles de nombreuses bruyères (bruyère vagabonde, tout de même protégée régionalement) et des fétuques. Protégée en Limousin, la gentiane pneumonanthe est également présente.

## Faune
Parmi les espèces remarquables observées sur le site, plusieurs oiseaux dont principalement le busard Saint-Martin, ou des insectes comme l'agrion de Mercure ou le grillon des marais.